# Castro (Carballedo)
Castro (llamada oficialmente San Cristovo de Castro) es una parroquia y una villa española del municipio de Carballedo, en la provincia de Lugo, Galicia.

## Organización territorial
La parroquia está formada por doce entidades de población, constando once de ellas en el nomenclátor del Instituto Nacional de Estadística español:

### Entidades de población
Entidades de población que forman parte de la parroquia:
- A Canteira
- A Eirexe
- Castrelo
- Castro
- Nande
- O Bañal
- Pepes
- Portugalete
- Puvieiros

### Despoblados
Despoblados que forman parte de la parroquia:
- A Tapada
- O Bosque
- Santabaia[5] (Santa Baia)

## Demografía

### Parroquia
| Gráfica de evolución demográfica de Castro (parroquia) entre 2000 y 2020 |
|                                                                          |
| Datos según el nomenclátor publicado por el INE.                         |

### Villa
| Gráfica de evolución demográfica de Castro (villa) entre 2000 y 2019 |
|                                                                      |
| Datos según el nomenclátor publicado por el INE.                     |